# 奥尻観光 (企業)
有限会社奥尻観光（おくしりかんこう）は、北海道奥尻郡奥尻町に本社を置き、主に観光客向けの事業を行う企業である。

## 概要
町内で温泉ホテルを運営していた北海道振興（グリーンホテルグループ）が2003年（平成15年）に民事再生法の適用を申請。事業整理の一環として札幌市中心部以外の施設が売却されることとなり、奥尻町のホテルを引き継ぐべく運営会社として設立された。
後にバス事業に参入するなど奥尻島へ来訪する観光客を受け入れる体制づくりを行っており、海老原建設は奥尻観光設立に関して2008年（平成20年）に新分野進出優良建設企業として北海道より表彰を受けたほか、「道内企業の新事業展開事例・道外企業の進出事例100選」にて一村一雇用おこし事業の事例として取り上げられている。
本社は奥尻空港そばの海老原建設内にあるが、事業は湯浜神威脇300で行われる。

## ホテル事業
グリーンホテルグループから引き継いだ奥尻湯ノ浜温泉ホテル緑館を運営する。島内では大口団体に対応できる唯一の施設。ホテル名は「湯ノ浜温泉」とされているが神威脇温泉と同じ島北西部に位置する。
2017年（平成29年）8月より別会社が運営（事業譲渡）しており、2018年閉館した。

## バス事業
2005年（平成17年）にバス事業に参入。路線バス事業は毎年7月と8月に運行される定期観光バスのみで、いわゆる一般路線バスの運行や奥尻町有バスの受託運行は行っていない。貸切バス事業は函館運輸支局管内のうち、奥尻島限定での事業が認められている。
事業許可は大型車両を含む場合の最低台数は5台であるが、事業区域を奥尻島限定とすることで「離島での輸送」として適用除外となり3台で参入している。
車両はグループ会社所有のトラック等も含めて三菱製で統一されている。
路線バス事業運営全社が掲載される「全国乗合バス事業者の移動円滑化基準適合車両導入状況」では2013年（平成25年）度分は掲載されているが、2014年（平成26年）度分は掲載されていない。

## その他の事業
レンタカー事業を行う。「奥尻湯ノ浜温泉ホテル緑館レンタカー事業部」として運営されており、「奥尻観光レンタカー」は別会社となる。
2019年（平成31年）4月現在、奥尻島観光協会によるレンタカー会社一覧に掲載されていない。